# 徐铭砚
徐铭砚（？—？），清朝人，是一名清朝政治人物。
徐铭砚曾于乾隆年间接替邬维肃任建宁府知府一职，乾隆年间由来谦鸣接任。